# سفارة بولندا في اليمن
سفارة بولندا في اليمن هي أرفع تمثيل دبلوماسي لدولة بولندا لدى اليمن. تقع السفارة في وهي تهدف لتعزيز المصالح البولندية في اليمن.

## وصلات خارجية
- قائمة سفارات بولندا
- قائمة السفارات في اليمن